# موسی بزرگ اصل
موسی بزرگ اصل (زاده شهریور ۱۳۴۸ شهرستان کهگیلویه) حسابدار ایرانی است که از ۲۶ آذر ۱۴۰۳ رئیس هیئت عامل و مدیرعامل سازمان حسابرسی است. وی همچنین رئیس هئیت تدوین استانداردهای حسابداری و عضو هیئت علمی گروه حسابداری دانشگاه علامه طباطبایی است. بزرگ اصل پیش‌تر نیز رئیس هیئت عامل و مدیرعامل سازمان حسابرسی از سال ۱۳۹۷ تا ۱۴۰۱ بود و نقش کلیدی در لازم‌الاجرا کردن استانداردهای بین‌المللی حسابداری و حسابرسی در ایران داشته‌است.  